# Буков Врх-над-Високим
Буков Врх-над-Високим (словен. Bukov Vrh nad Visokim) — поселення в общині Шкофя Лока, Горенський регіон, Словенія. Висота над рівнем моря: 740,6 м.